# کرنلیوس (اورگن)
کرنلیوس (به انگلیسی: Cornelius) شهری در شهرستان واشنگتن ایالت اورگن است و در سرشماری سال ۲۰۱۱ میلادی، ۱۱٬۸۶۹ نفر جمعیت داشته که نسبت به سال ۲۰۱۰، ۰٫۳۹ درصد رشد جمعیت داشته‌است.

## موقعیت جغرافیایی
موقعیت جغرافیایی شهرها و مناطق اطراف به شرح زیر است: